# Orazio Fontana
Pour les articles homonymes, voir Fontana.

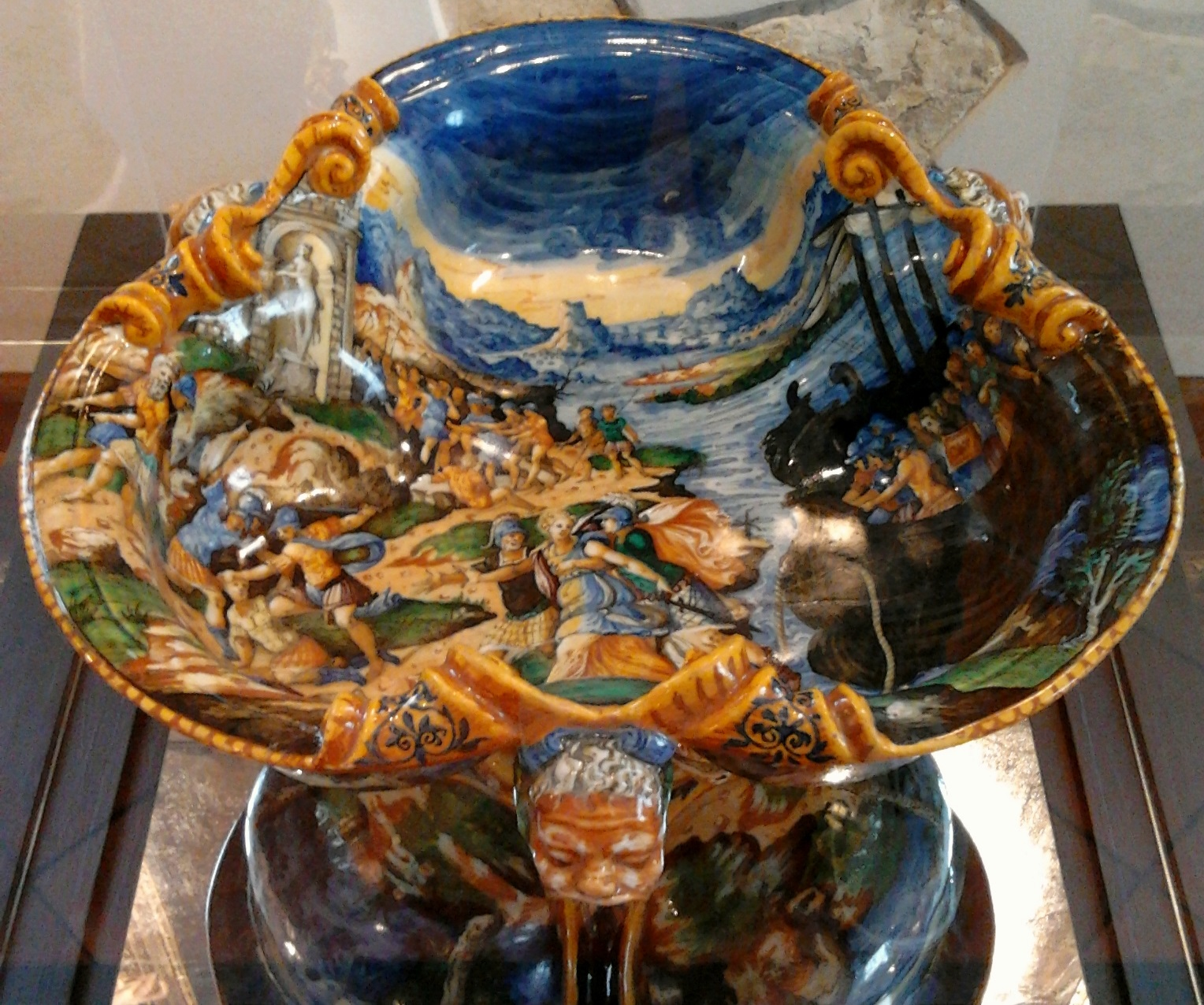
Orazio Fontana, bassin pour le rafraîchissement avec Claudia Quinta dessinant l'arrivée du navire avec la pierre de Cybele, district Museum, Tarnów (Pologne)

Orazio Fontana (Urbania, 1510 - Urbino, 1571) est un céramiste italien de la Renaissance.

## Biographie
Fils de Guido, il appartenait à une famille de céramistes originaire de Casteldurante (Urbania actuelle) et essentiellement active à Urbino. De son nom véritable Schippe, l’un de ses ancêtres était connu sous le nom de Niccolò Pellipario (ou « Nicola da Urbino »). C'est aux environs de 1553 que Guido change son nom de famille en Fontana. Camillo Fontana, le frère d'Orazio, et son neveu Flaminio Fontana était également céramiste. 
Les premières céramiques qui lui sont attribuées en toute certitude consistent et qui, entre 1541 et 1544, sont sorties de l'atelier de son père Guido mais avec le monogramme d'Horace. Il s'agit du plat de 1545, avec la rencontre entre Alexandre et Diogène et signé OF. Ses autres céramiques postérieures, réalisées entre 1561 et 1571 et aujourd'hui au (British Museum de Londres), portent l'indication qu'elles ont été réalisées dans l'atelier d'Horace. 
Les œuvres, créées par ses élèves et ses collaborateurs, portent la marque distinctive de la céramique d’Urbino. Préféré et protégée par le duc Guidobaldo II Della Rovere, Horace a également travaillé pour la cour de Turin, à Florence et à Venise. 

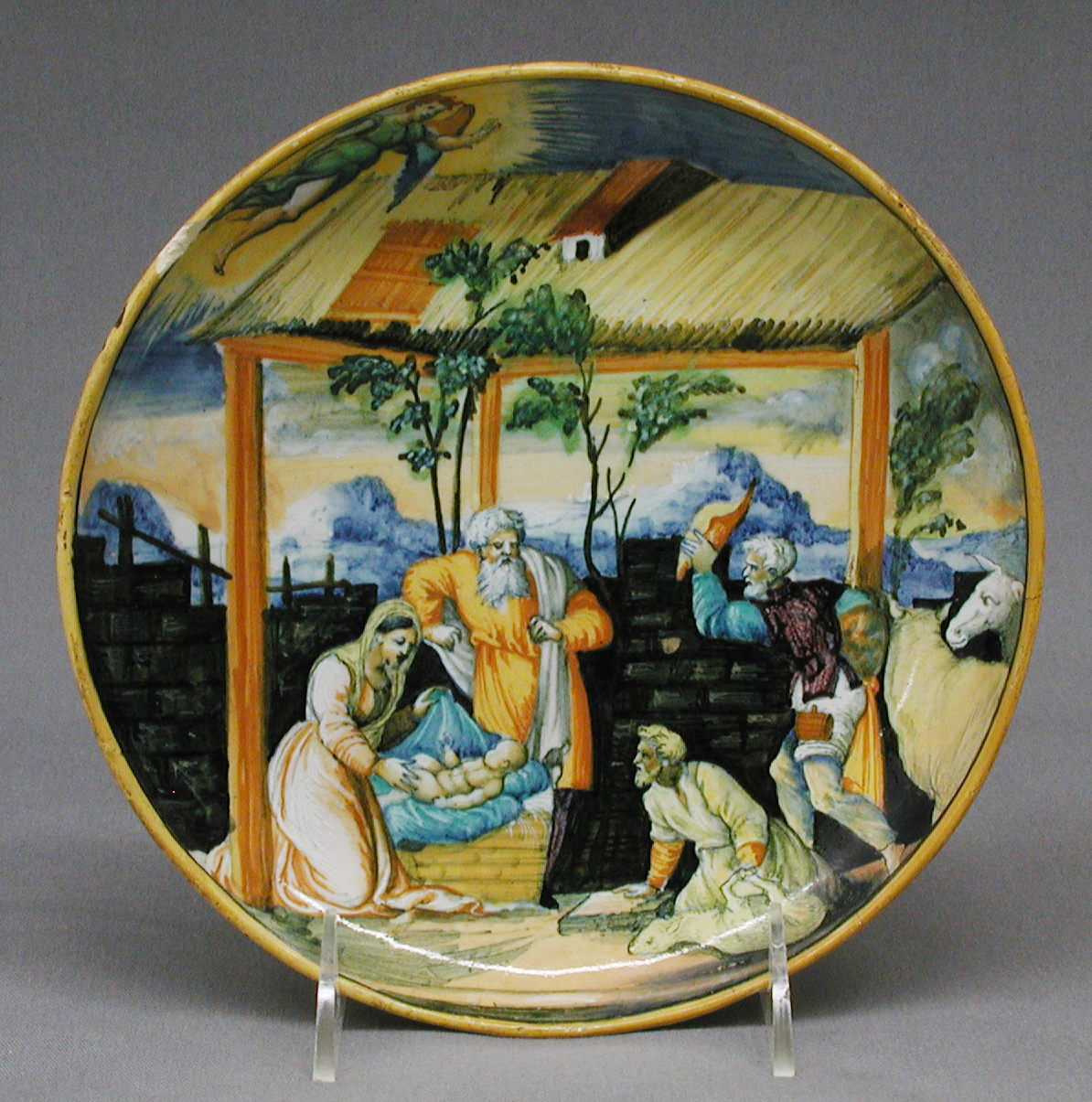
Orazio Fontana, assiette historiée de la Nativité, Metropolitan Museum New York

En 1562, il peint les vases, sur des dessins de Taddeo Zuccari et d'autres peintres, de la croyance de la majolique, envoyés par Guidobaldo II en cadeau à Philippe II, roi d'Espagne. Selon Corona[réf. incomplète], Horace aurait peint deux autres croyances, à la demande de Vittoria Farnese, épouse de Guidobaldo II. 
Un autre service de table d'Horace, d'après les croquis de B. Franco et composé de centaines de pièces, y compris des assiettes, des vases, des cruches, des glacières, des tasses et des amphores, a été envoyé en cadeau par Guidobaldo II à Charles V. Un autre service, historié d’influence raffaellienne, commandé par le duc dans les années 1560-1570, se trouve désormais exposé en partie à Florence, et au Victoria and Albert Museum de Londres, tandis qu'une grande assiette se trouve au musée diocésain "Mons" . Corrado Leonardi  d'Urbania. Tout un apothicaire, avec des vases en céramique peinte, le duc d'Urbino (Guidobaldo III ou Francesco Maria II Della Rovere ) a fait un don à la Sainte Maison de Lorette, où il est encore conservé aujourd'hui. 

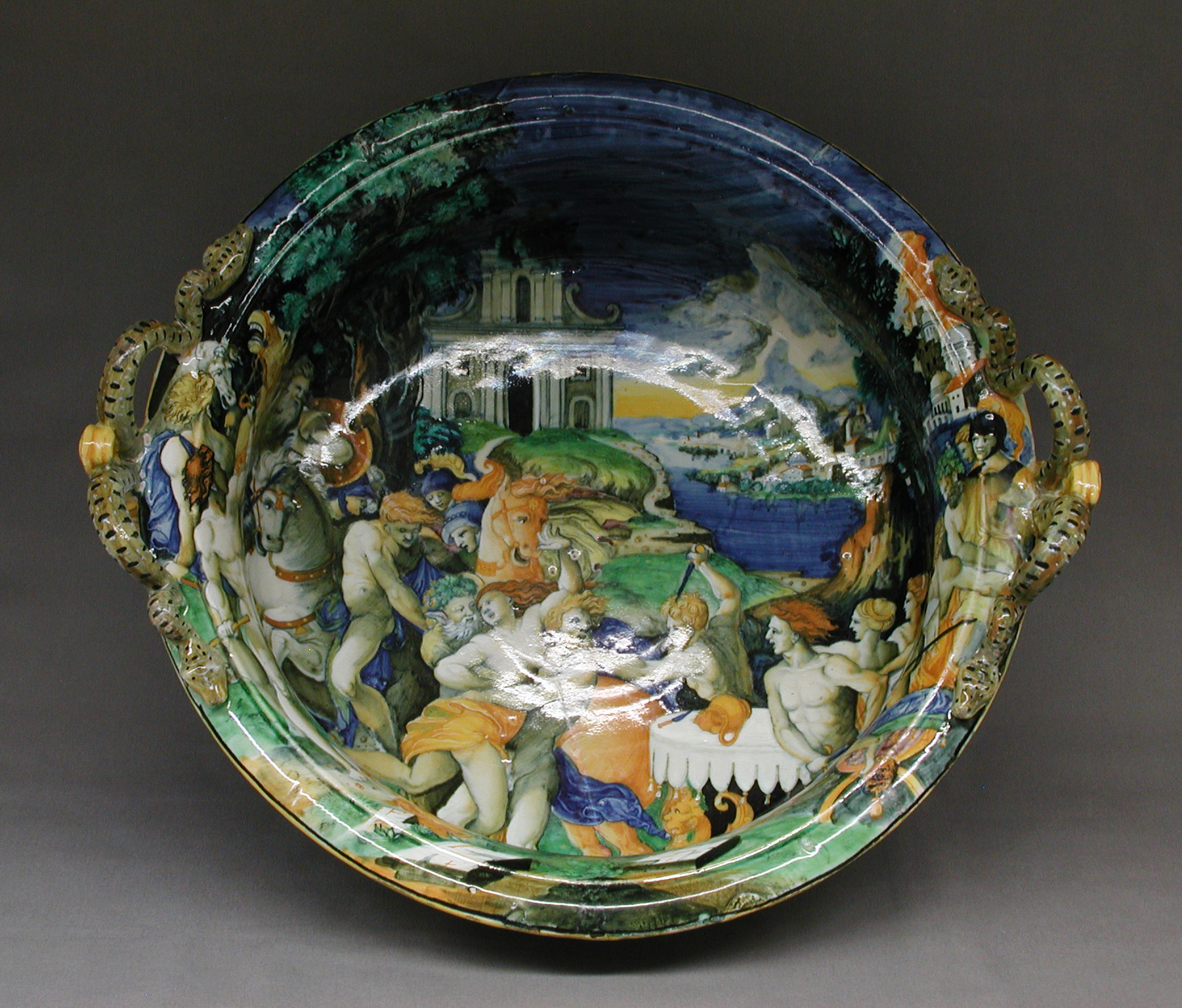
Orazio Fontana, citerne non historiée, MET

La collaboration d'Orazio avec son père Guido a été interrompue en 1563, car le duc Emanuele Filiberto di Savoia l’a appelé pour créer une industrie de la céramique peinte dans le Piémont. En janvier 1564, à Nice, avec son compatriote A. Nani, Horace présente au duc de Savoie des navires payés 600 lires et, le 20 août 1564, « maître Oratio de Urbino, chef-maître de vasari de S. Alt » a été payé 800 scudi par l'archevêque de Turin Gerolamo della Rovere, « au nom des deux croyances terrestres ». 
En 1565, Horace retourne à Urbino, signe une division entre lui et son père et achète une maison et une nouvelle Vaseria dans le Borgo di San Paolo, à côté de la Vaseria paternelle. Rackham, dans une étude de 1922, émis l'hypothèse que cette maison a été reproduite par Horace dans l'assiette qui porte La course des chevaliers, à partir de 1541 (Victoria and Albert Museum), c'est-à-dire le Palio di San Giovanni qui se déroulait à Urbino . Horace choisit un nouveau type de décoration, avec forêts et grotesques, faisant également appel à la collaboration de son neveu Flaminio, fils d'un de ses frères. 
Dans le testament du 3 août 1571, il légua à sa femme, la vénitienne Agnesina Franchetti, les 1 400 boucliers de la dot, lui laissant la faculté de « rester ou non en collaboration avec la fabrique de vases avec son neveu Flaminio, à condition que soient satisfaits les ouvriers du magasin  et que tout dut rester intact au profit de sa fille unique, Virginia » .

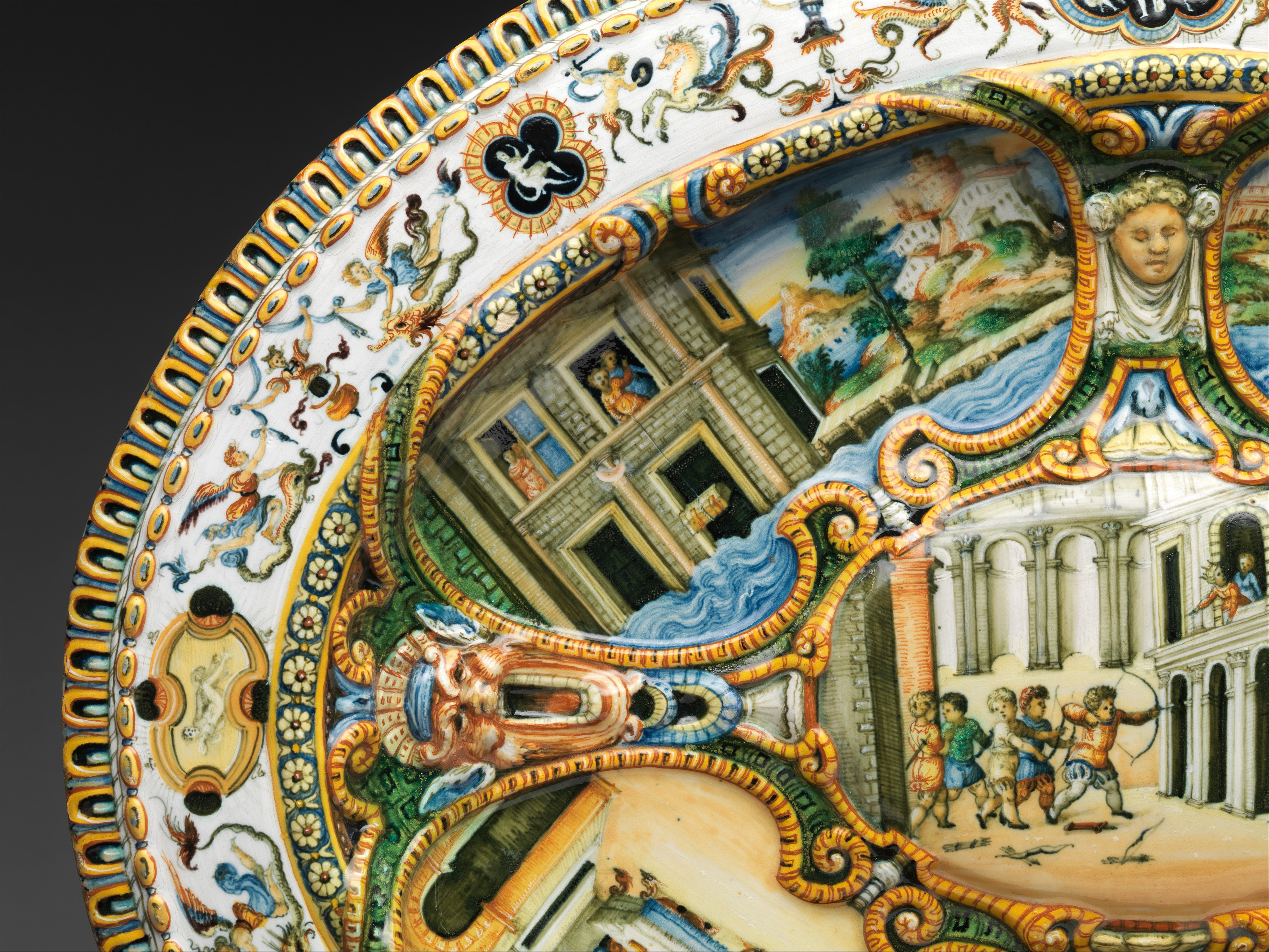
Orazio Fontana, bassin ovale avec des épisodes d'Amadigi de Gaula MET

Élégant et descriptif, mais parfois un peu calligraphique, Horace excelle dans les paysages qui forment la toile de fond de ses céramiques historiées, dans lesquelles la réalité se mêle à des tons bleus imaginatifs, en contraste avec des zones peintes en orange-rouge. Le teint des personnages est le plus souvent ambré, les rochers sont stylisés, le vert des arbres s'harmonise avec l'ocre du sol. Les éléments décoratifs proviennent de Raphaël et de ses disciples et certains thèmes iconographiques sont tirés de la Bible, publiée à Francfort avec les gravures de Hans Sebald Beham . Orazio Fontana a également été inspiré par Luca di Leida et les gravures de Marcantonio Raimondi, avec des figures néoclassiques et des motifs architecturaux inspirés des antiquités romaines.  

## Galerie

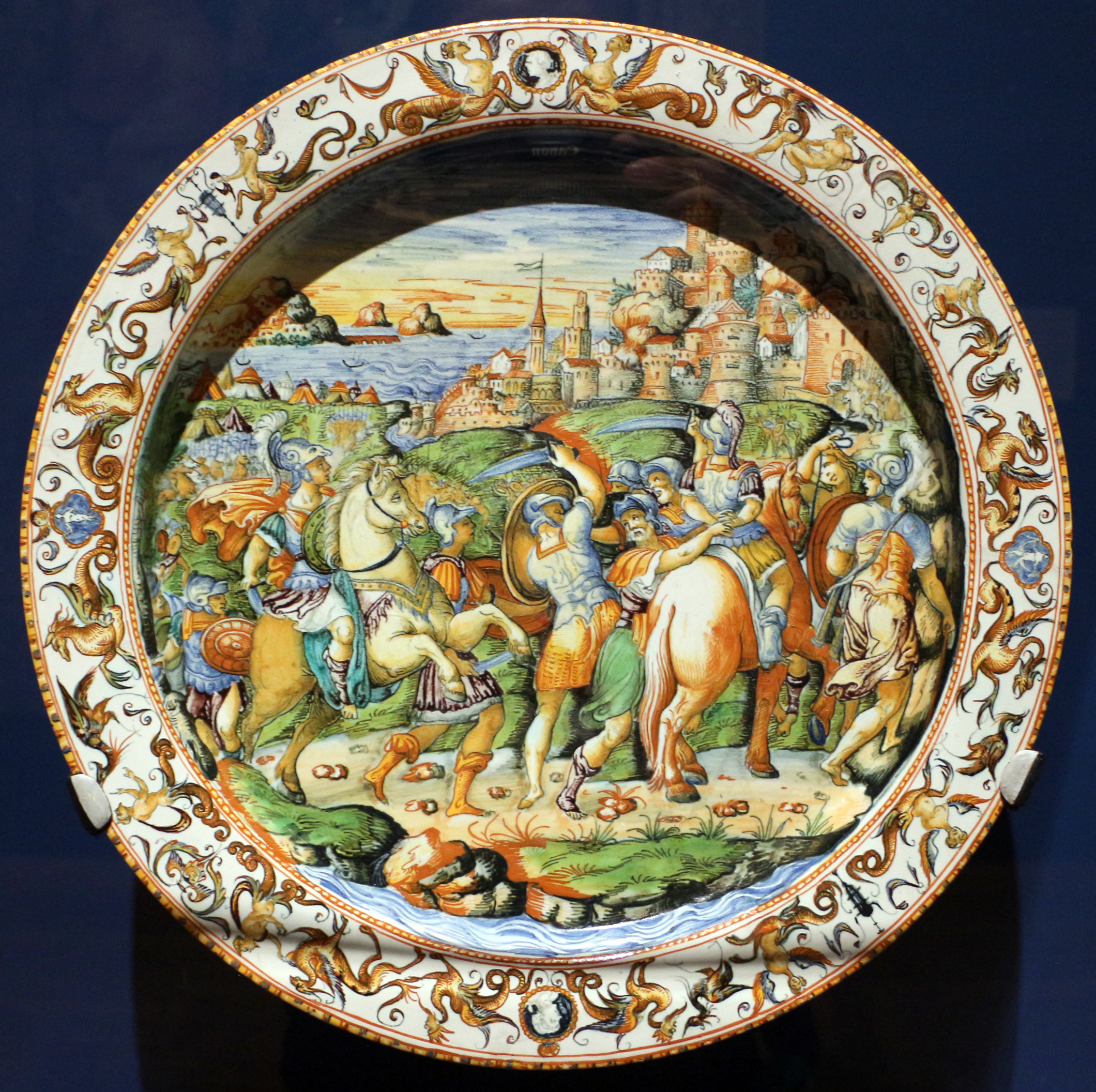
Plat avec la Clémence de Jules César, Urbino 1580.
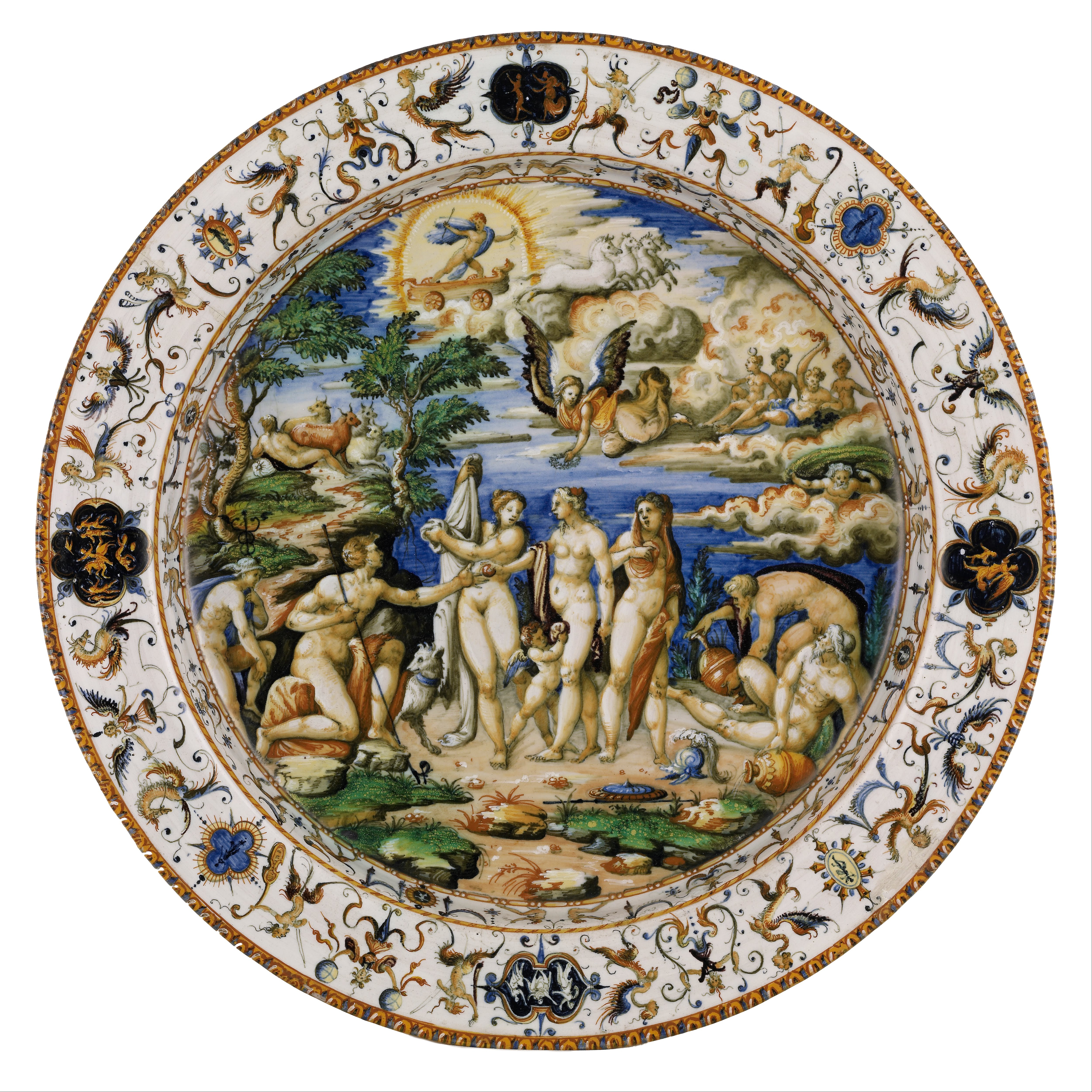
Plat avec le jugement de Paris
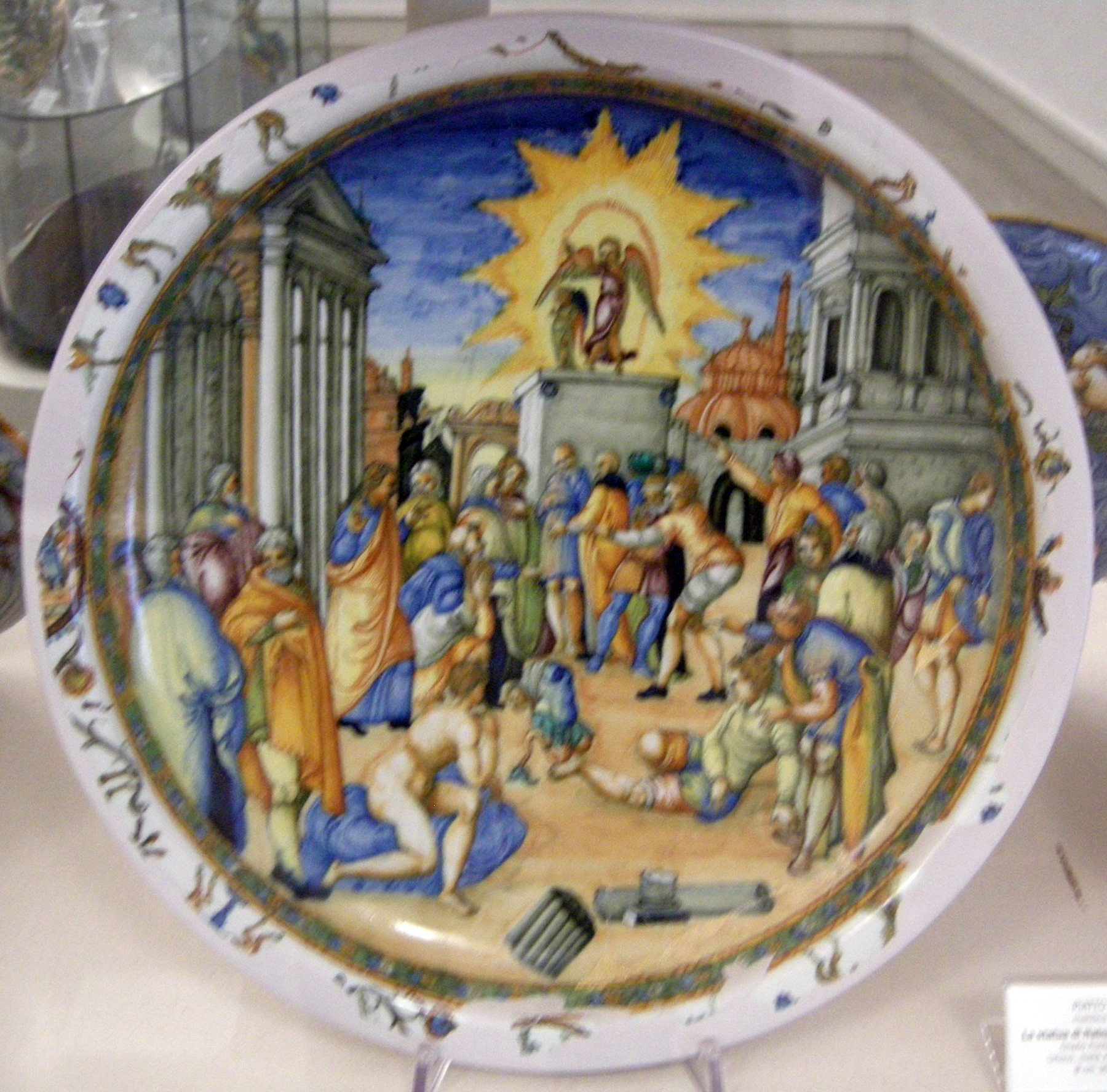
Plat avec statue du Nabuchodonosor, Urbino, env.1550
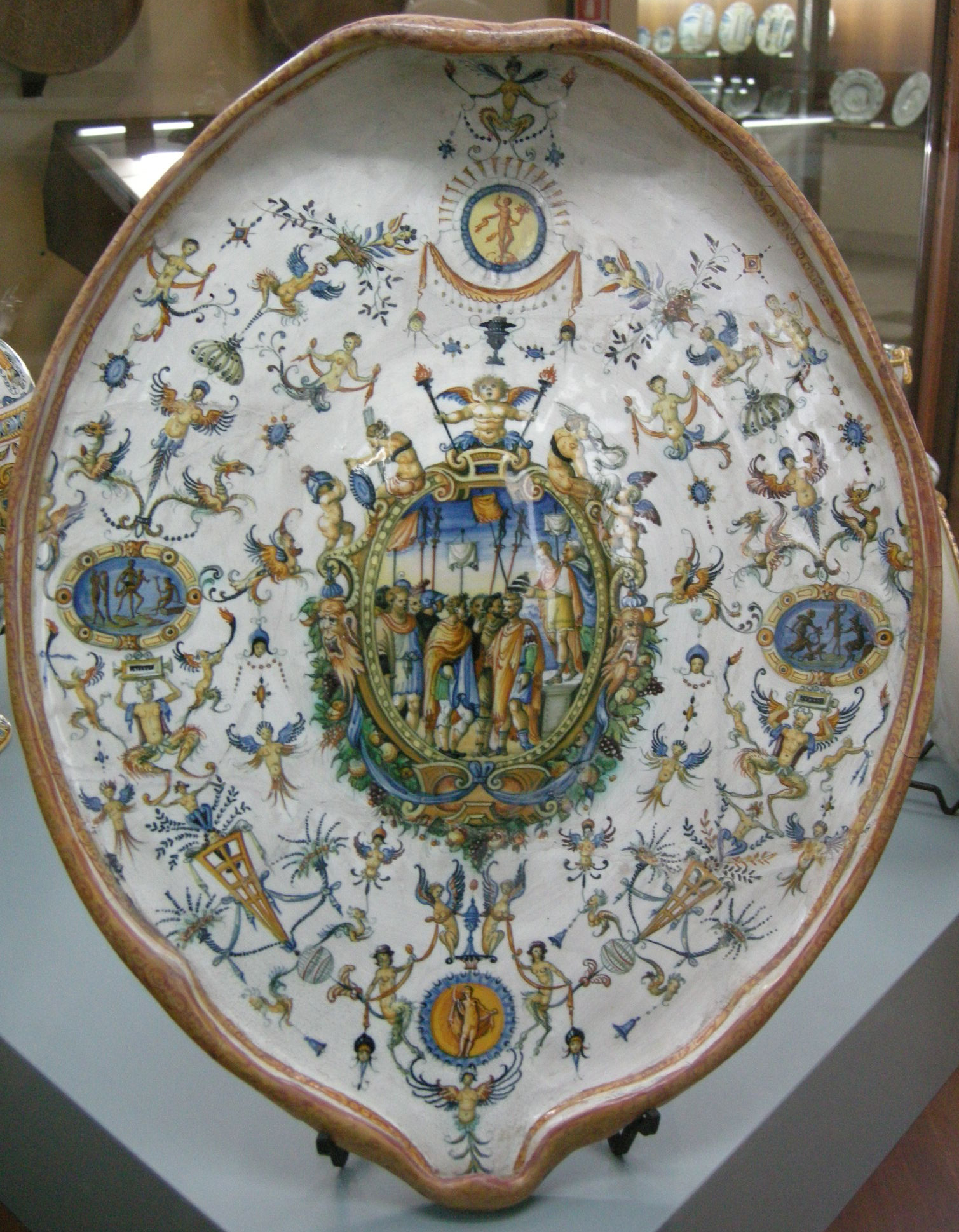
Couvercle en forme de tortue, 1565/75

### Bibliographie

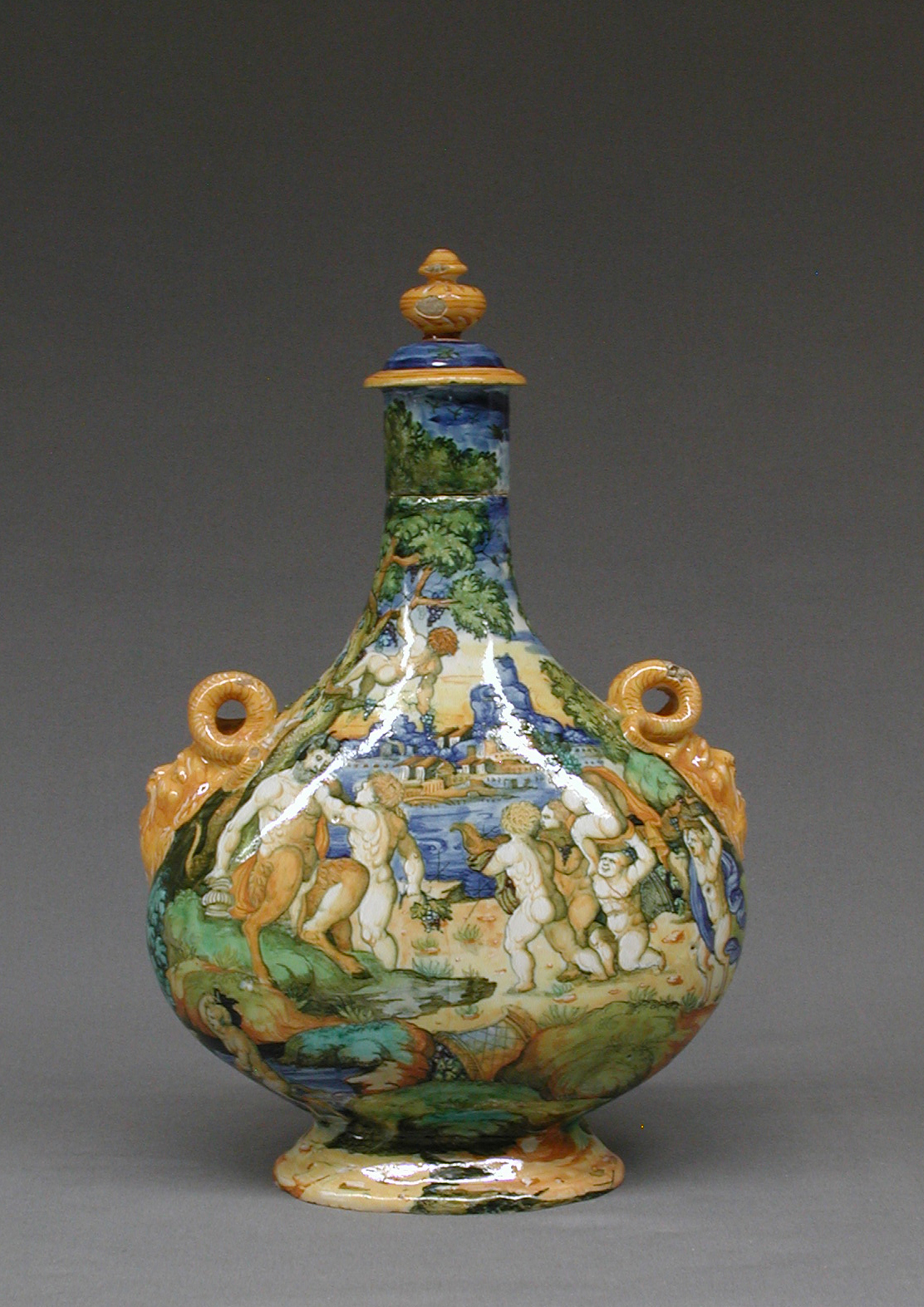
Orazio Fontana, Bouteille du pèlerin, MET